# Cladosarsia gulangensis
Cladosarsia gulangensis is een hydroïdpoliep uit de familie Corynidae. De poliep komt uit het geslacht Cladosarsia. Cladosarsia gulangensis werd in 2006 voor het eerst wetenschappelijk beschreven door Xu & Huang. 